# Національна галерея Косова
Національна галерея Косова (алб. Galeria Kombëtare e Arteve e Kosovës, серб. Национална галерија Косова) — художня галерея, розташована в університетському містечку Приштини безпосередньо за Національною бібліотекою Косово. Заснована у лютому 1979 року. Названа на честь одного з найбільш відомих косівських мусульманських художників Мусліма Мулліки.
Це найбільша установа в галузі образотворчих мистецтв в Республіці Косово. Галерея надає виставковий простір для різних виставок місцевих та іноземних художників. Публікує книги, каталоги, брошури.

## Історія

### Будівля галереї
Будівля національної художньої галереї Косова була побудована приблизно в 1935 році як військові казарми Югославської армії. У 1955-1981 роках там розміщувалася бібліотека. У 1982-1983 роках приміщення було переобладнано у виставковий зал Революційного музею архітектором Агушем Бекіра. У 1995 році там розмістилася нинішня художня галерея.
Фасад будинку оздоблений каменем з околиць міста Печ.

### Заснування
Національна художня галерея Косова була заснована в 1979 році як культурний заклад для експонування творів образотворчого мистецтва, а також для збору і зберігання цінних творів мистецтва. Вона була названа на честь одного з найвидатніших косівських митців Мусліма Мулліки. Галерея була створена у зв'язку з необхідністю візуальної демонстрації косівської культури.
Протягом десяти післявоєнних років Національна художня галерея Косова організувала понад 200 колективних та індивідуальних виставок як національних, так і іноземних художників. З 2013 року директором галереї є Арту Аган.

## Співпраця
В результаті співпраці між Міністерством культури, молоді та спорту Приштини, яке є відповідальним за галерею, і міжнародними організаціями, галерея приймала численних гостей з Албанії та інших сусідніх держав.
Національна художня галерея Косово налагодила співпрацю з наступними організаціями:
- Національна галерея образотворчих мистецтв Албанії[6][7]
- Європейський парламент культури[8][9]
- Міжнародна рада музеїв[10][11]
- Павільйон на Венеційській бієнале[12][13][14][15][16][17]
- Посольство Республіки Косово у Вашингтоні

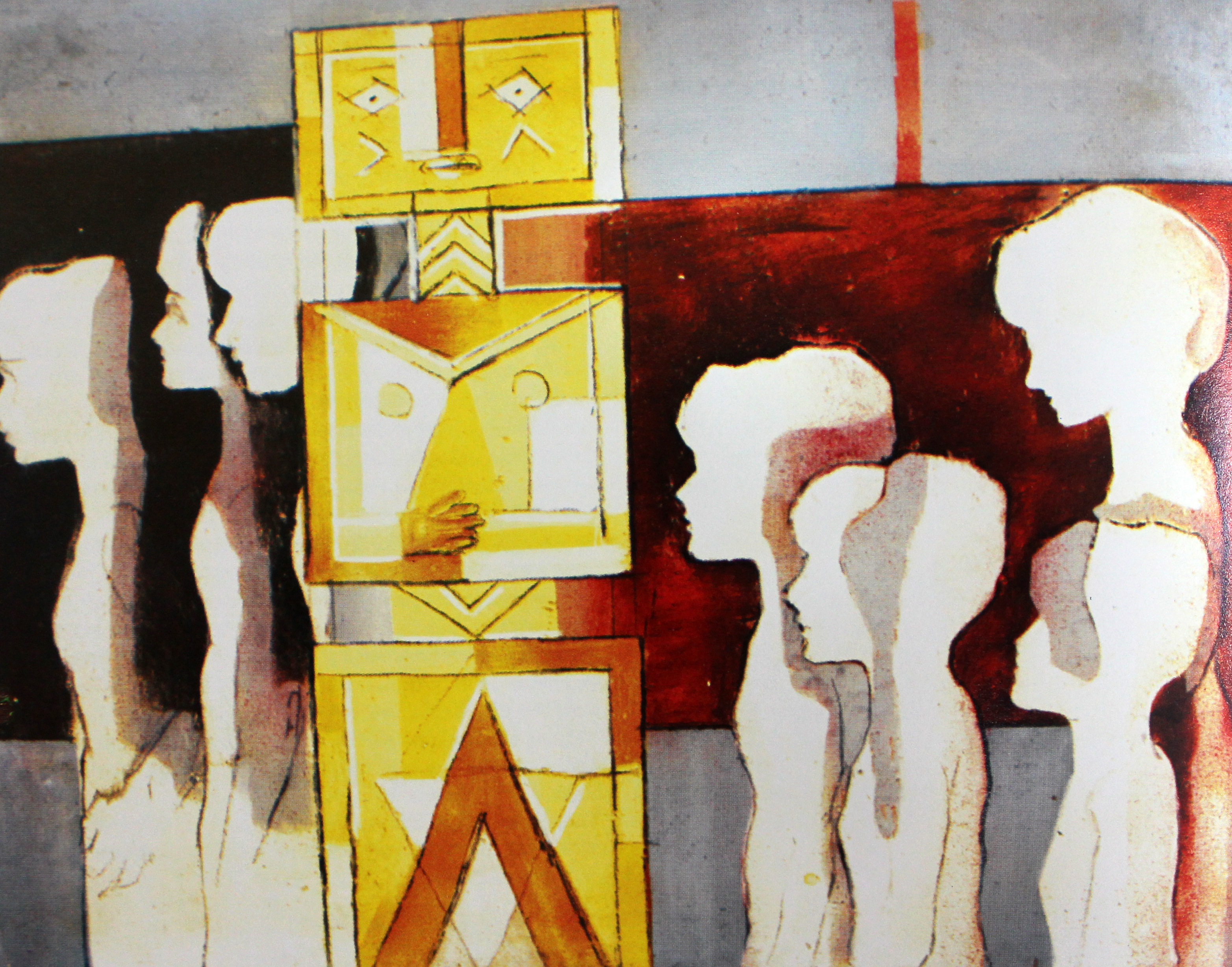
Kodra, Seeking new idols, 1968 oil on canvas, 80 × 100 cm
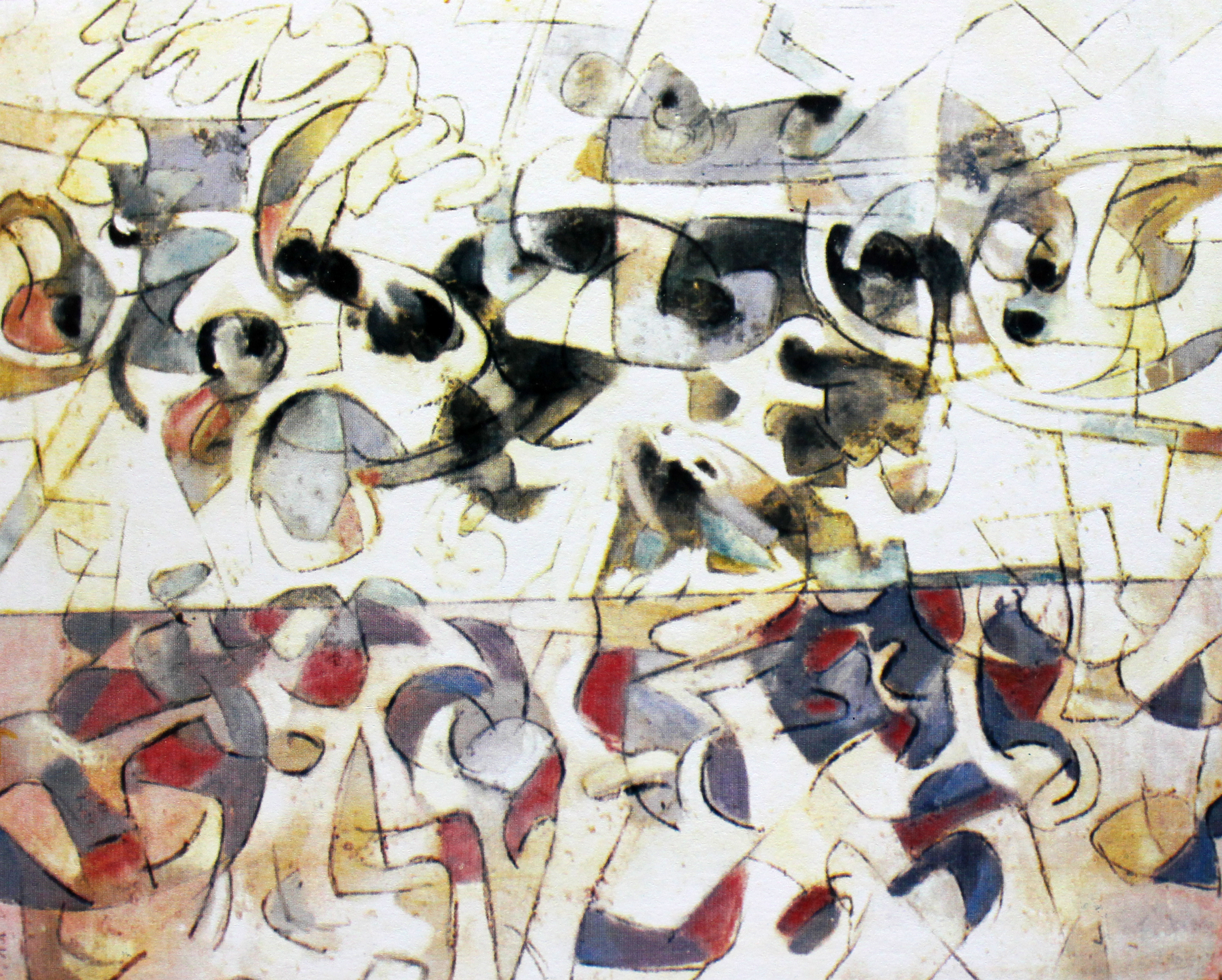
Kodra, The sea, 1968 oil on canvas, 80x100 cm
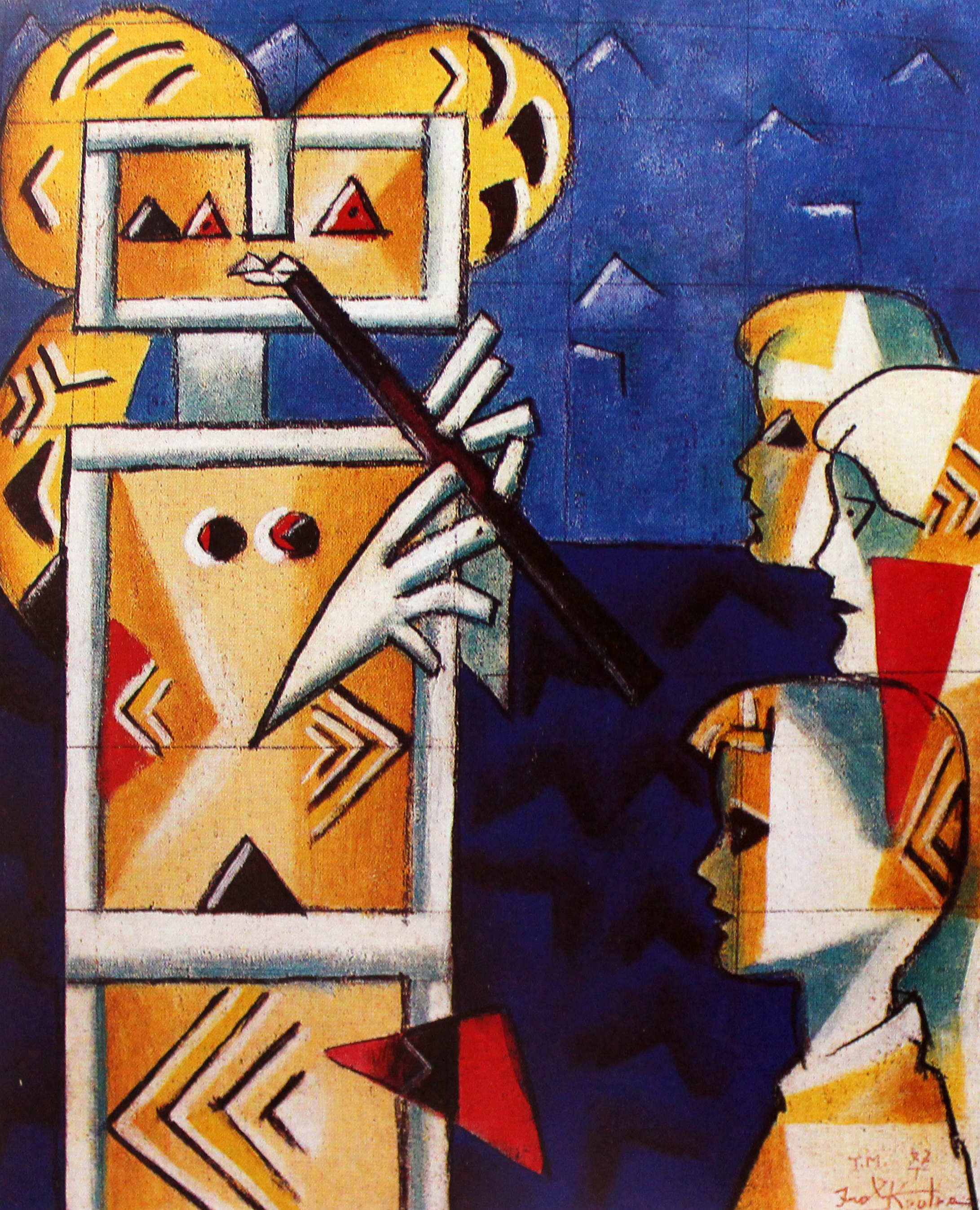
Kodra, Music lesson, 1997 oil on canvas, 80x100 cm
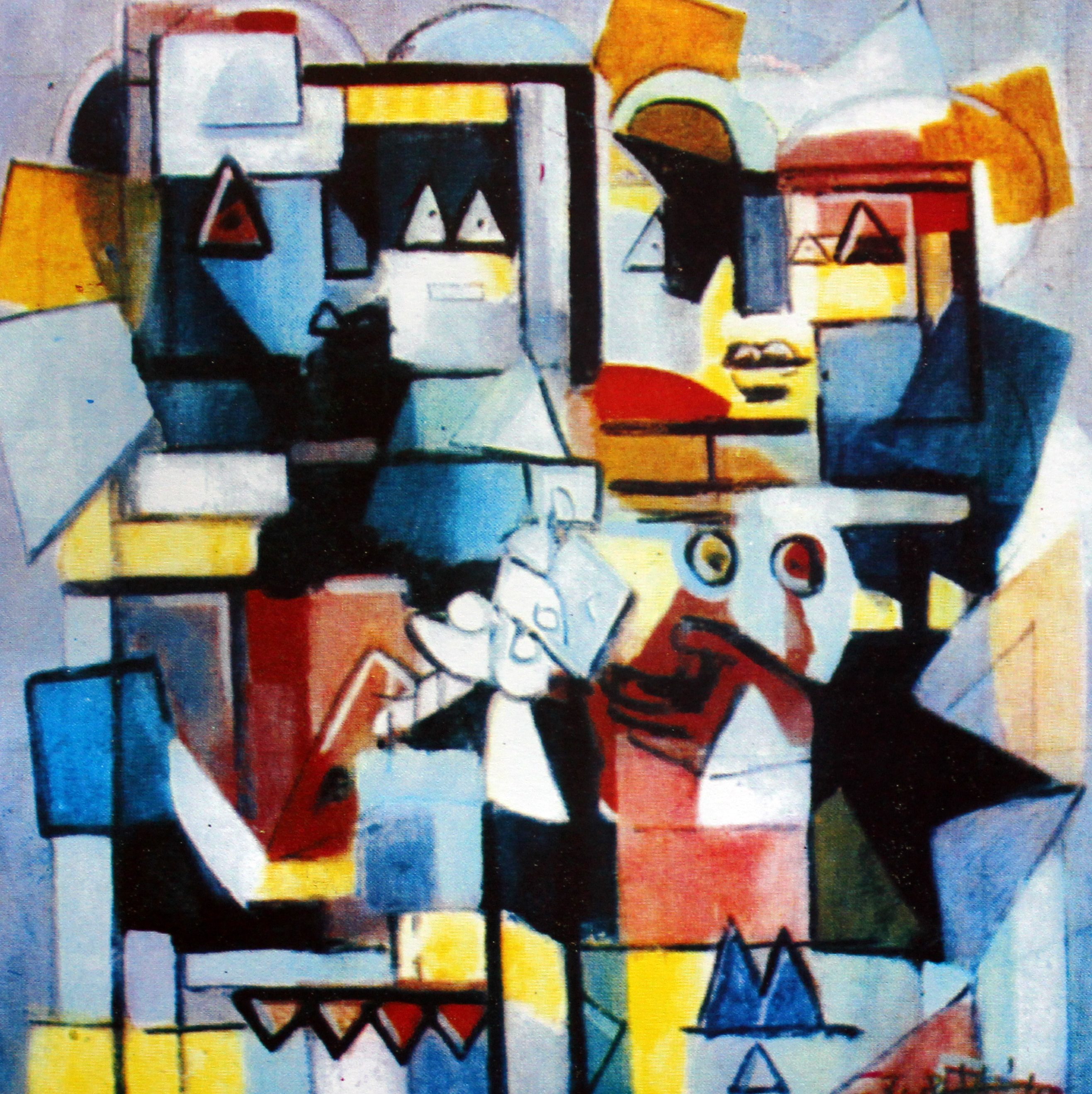
Kodra, The date, 1987 oil on canvas, 80x100 cm
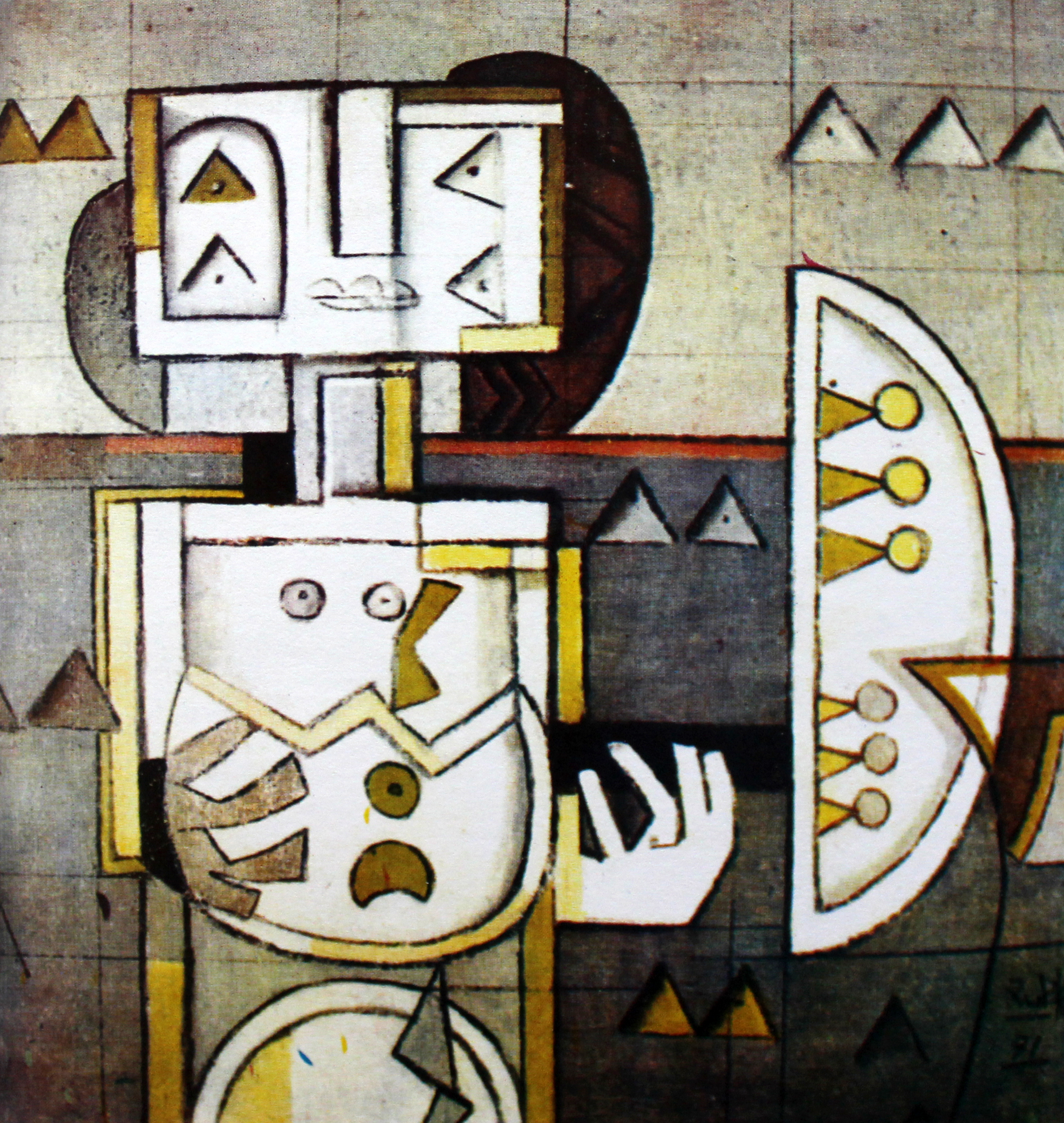
Kodra, The birth of the idol, 1971 oil on canvas, 80x100 cm
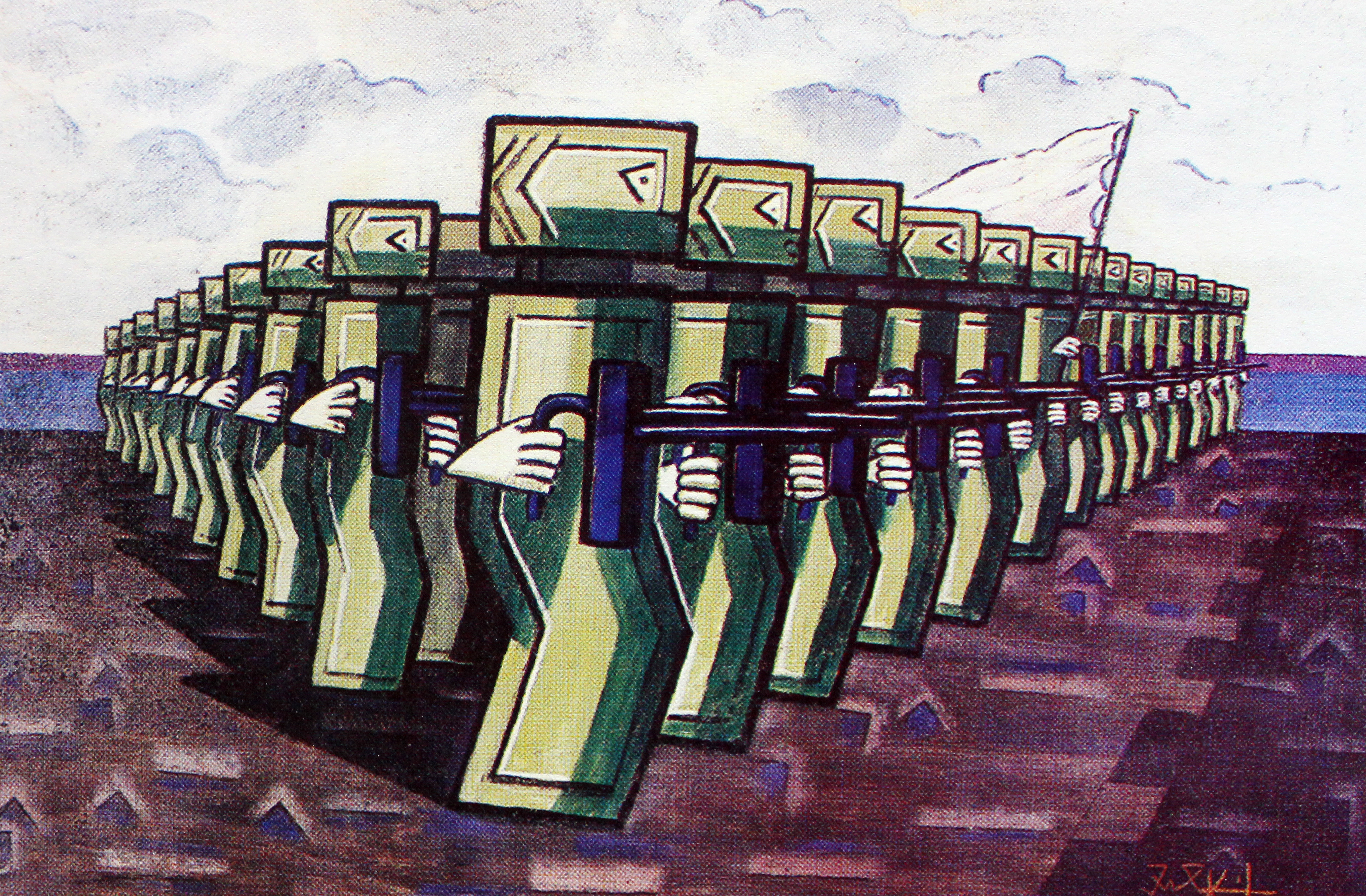
Kodra, The war for peace, 1977 oil on canvas, 80x100 cm
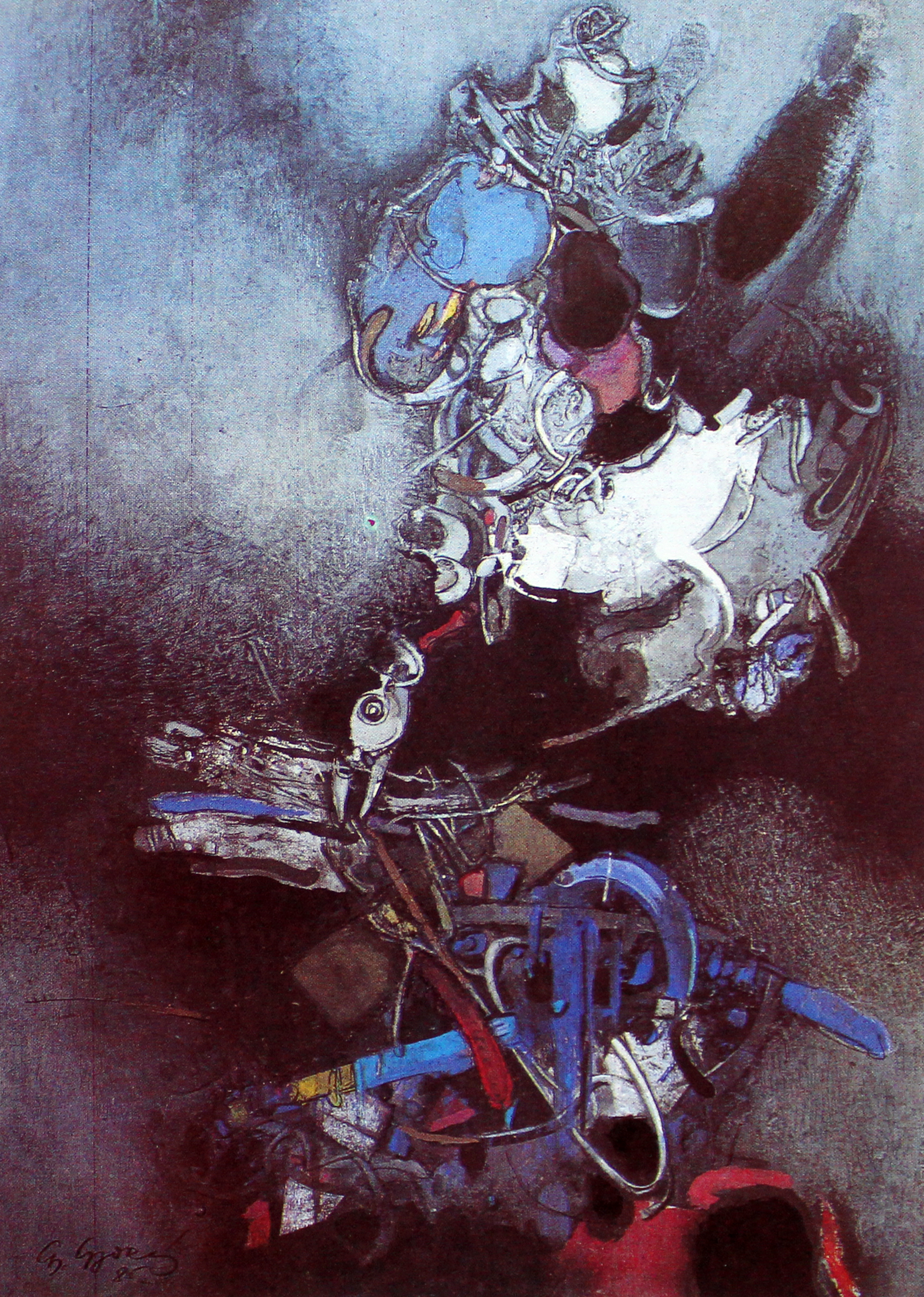
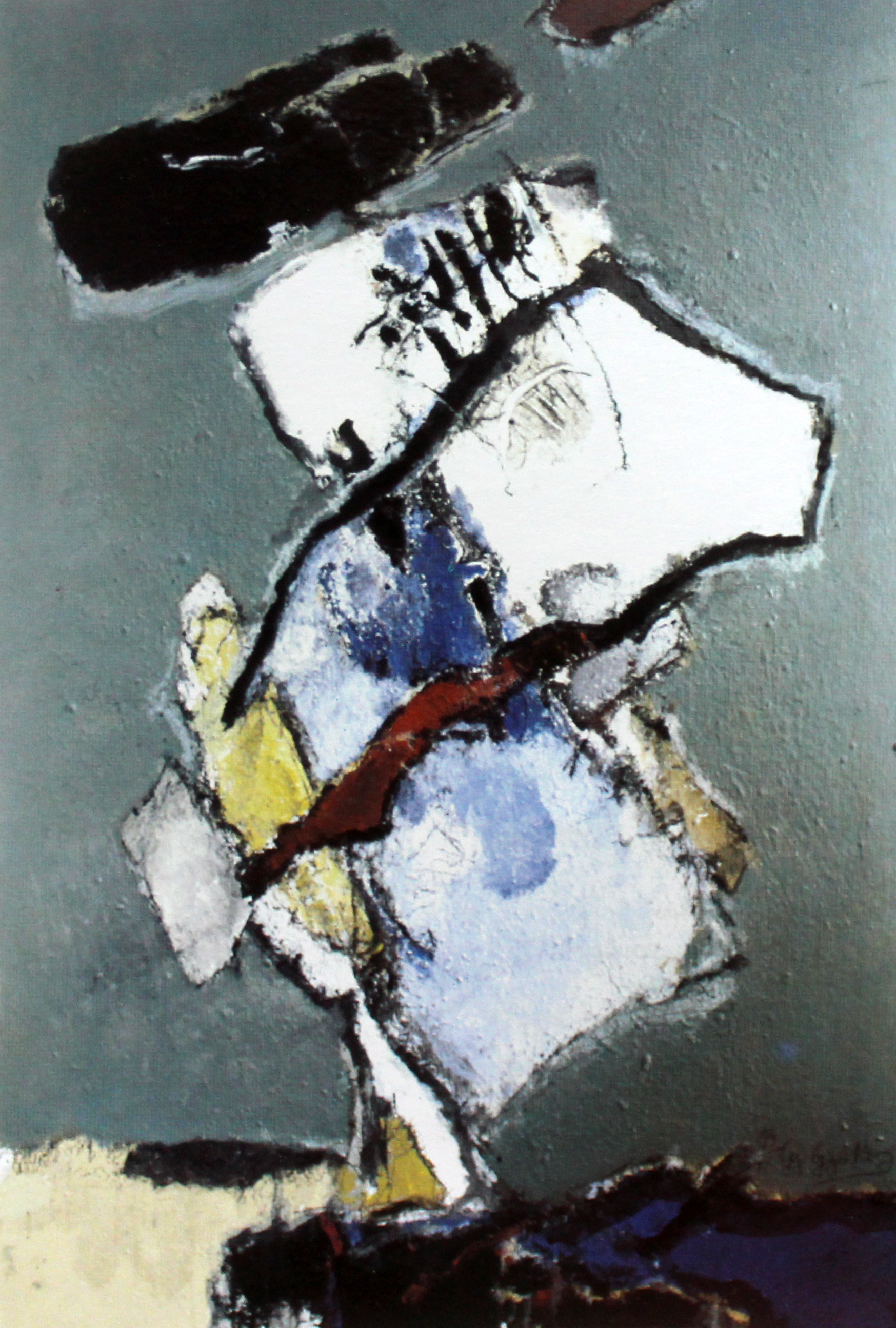
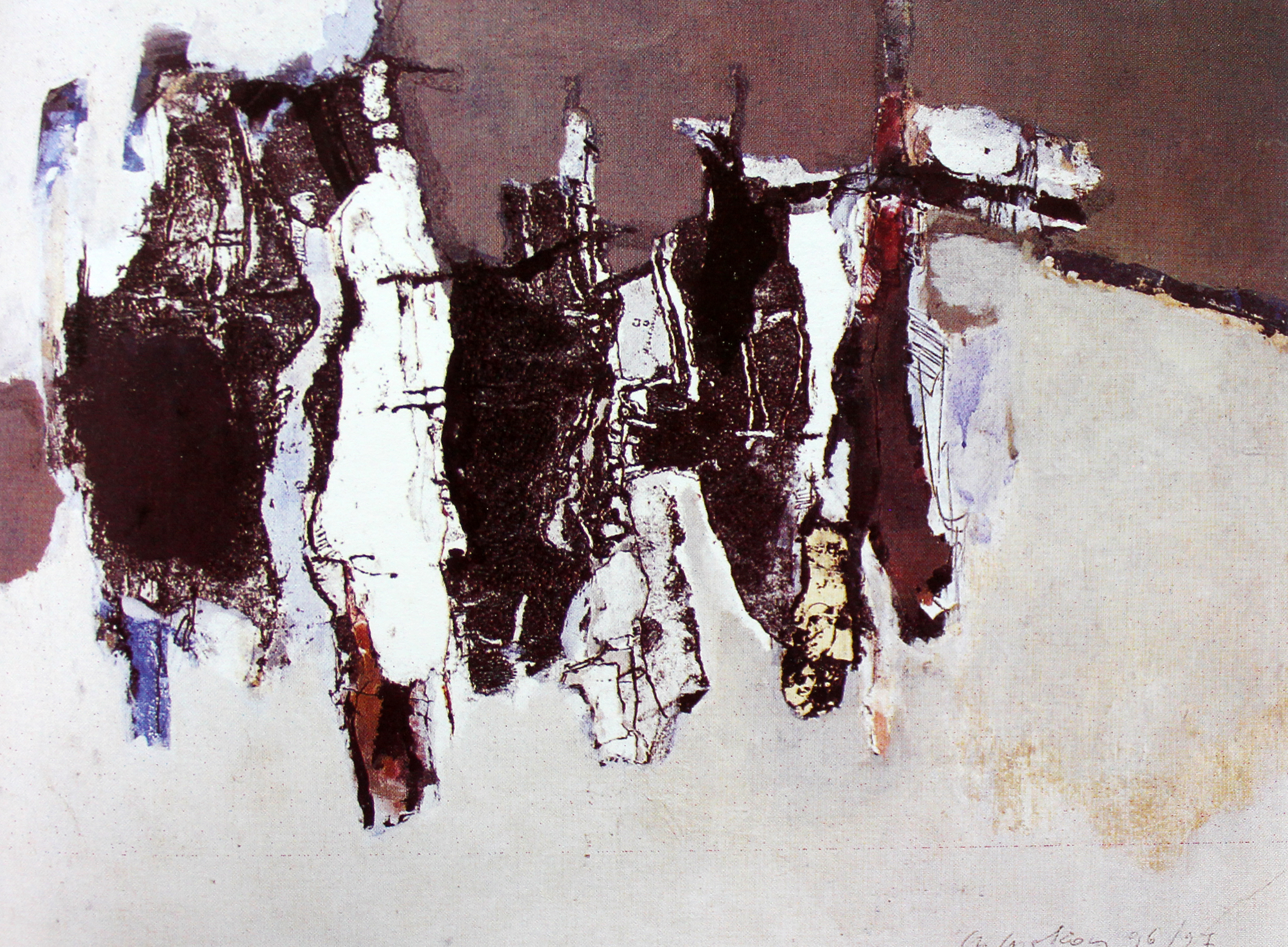
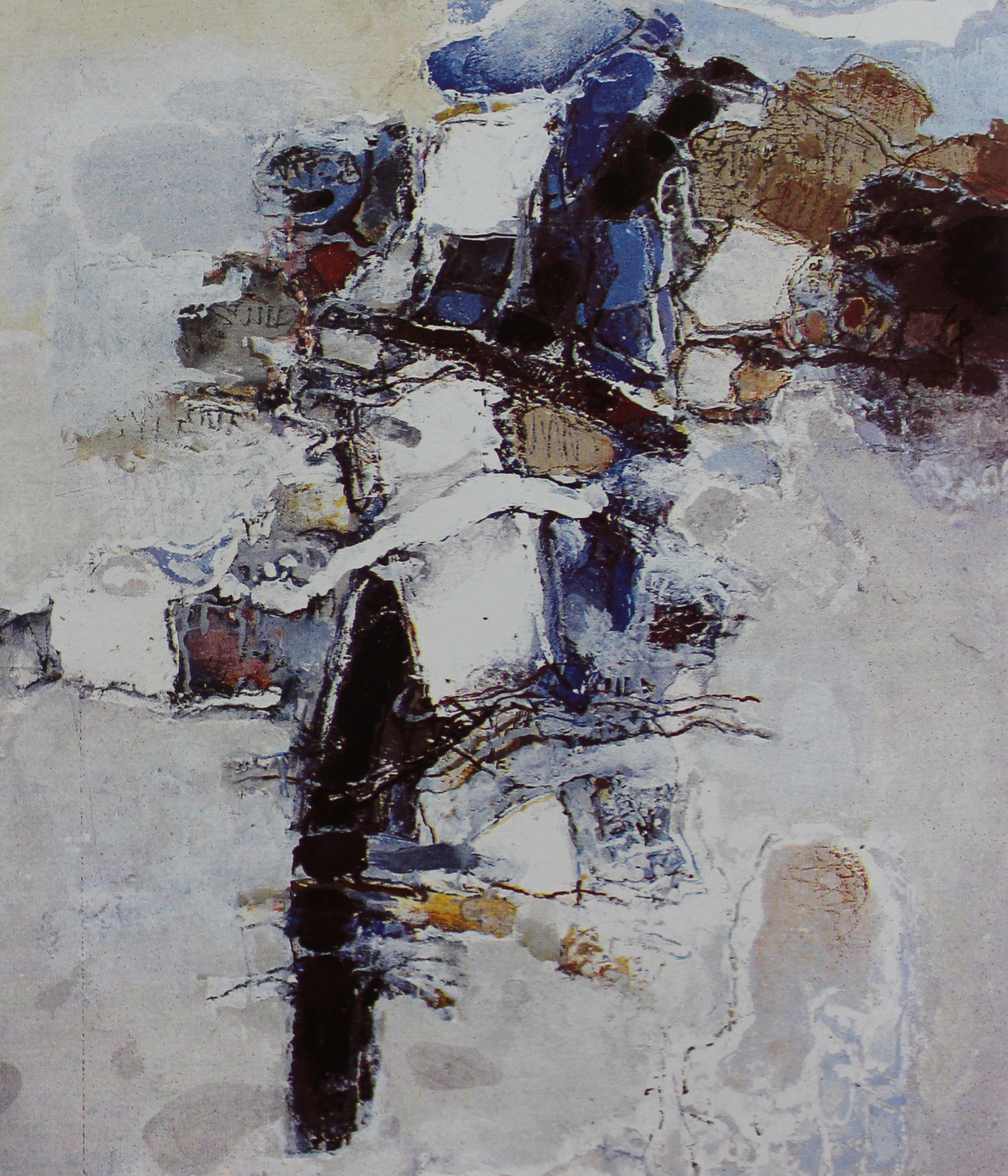